# Piccola Nube di Magellano
La Piccola Nube di Magellano (inglese Small Magellanic Cloud, sigla internazionale SMC) è una galassia nana di forma irregolare in orbita attorno alla Via Lattea. Contiene alcune centinaia di milioni di stelle.
Situata ad una distanza di circa 200.000 anni luce, è una delle compagne più vicine della Via Lattea. È anche uno degli oggetti più distanti che possa essere visto a occhio nudo dalla Terra, secondo solo alla Galassia di Andromeda.
Forma una coppia con la Grande Nube di Magellano, situata 20 gradi più ad est. Entrambe fanno parte del Gruppo Locale di galassie e, come indica il loro nome, sono dedicate a Ferdinando Magellano, che le osservò durante il suo viaggio di circumnavigazione terrestre.

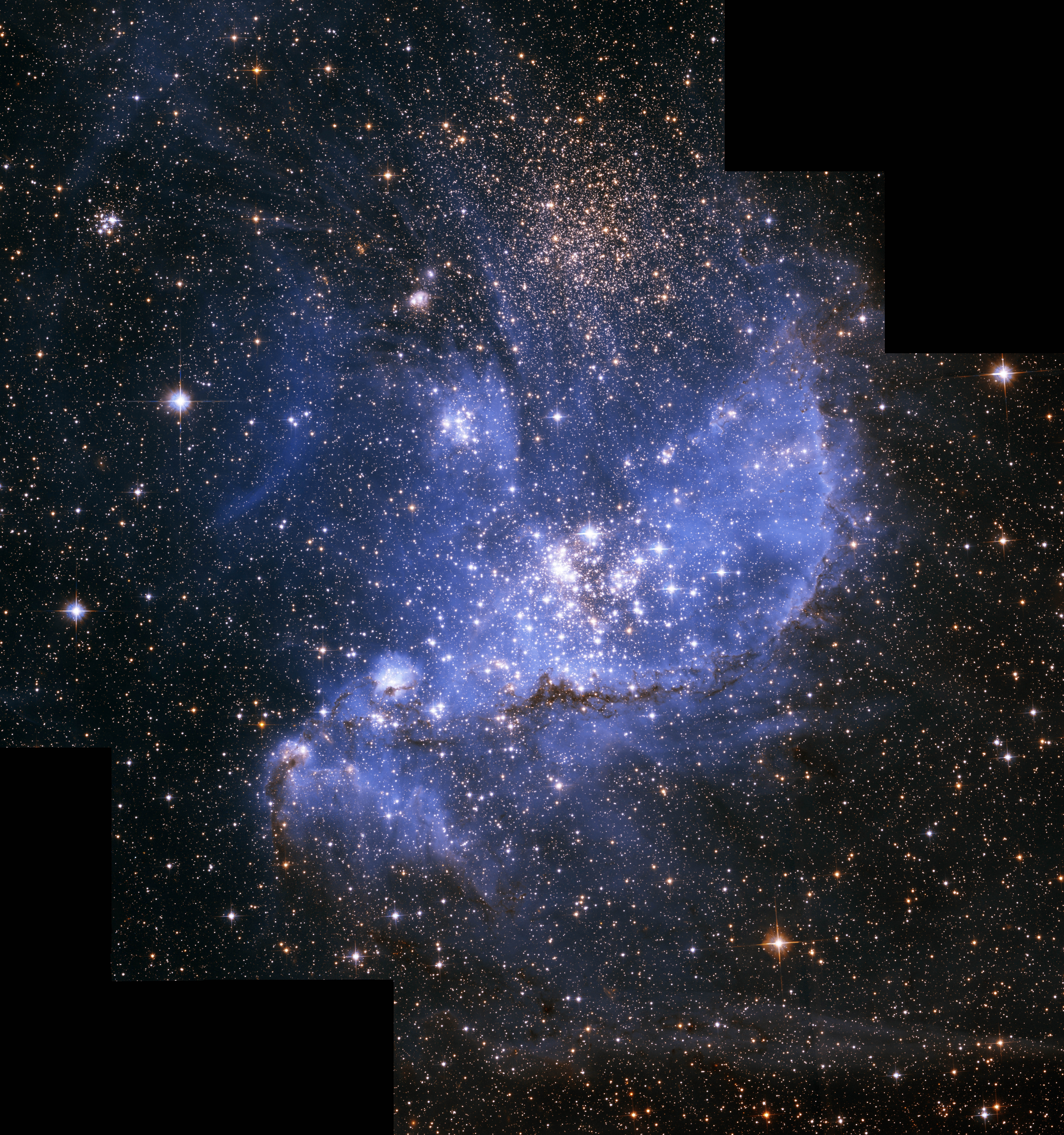
La nebulosa NGC 346 nella Piccola Nube di Magellano

## Osservazione amatoriale
Avendo una declinazione media di -72 gradi, è visibile quasi esclusivamente dall'emisfero australe della Terra, dove tra l'altro appare circumpolare a quasi tutte le latitudini.
Si trova nella costellazione del Tucano ed appare come un debole batuffolo di luce grande circa 3 gradi. Ad uno sguardo casuale sembra più un pezzo staccato della Via Lattea che una galassia indipendente; la sua luminosità superficiale molto bassa fa sì che sia difficile scorgerla da ambienti illuminati come le città. Occorre invece un cielo molto buio, possibilmente con la Luna sotto l'orizzonte. La si può individuare circa 15° a SSW della brillante e isolata stella Achernar.
Gli oggetti più notevoli si osservano nella parte nord, in particolare alcune nebulose. Ad ovest brilla il grande ammasso globulare 47 Tucanae, appartenente alla nostra Galassia.

## Storia delle osservazioni

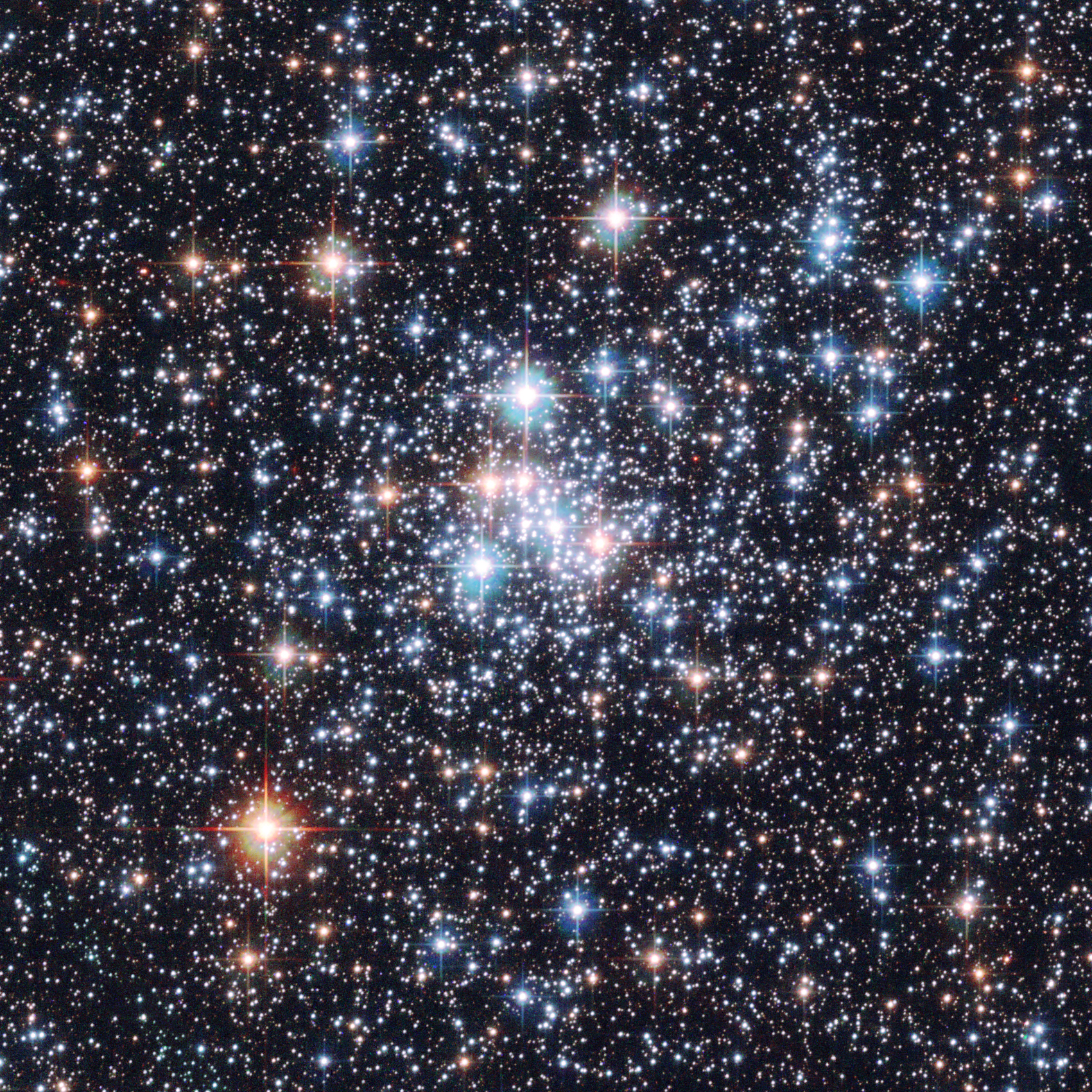
NGC 290, uno dei più brillanti ammassi aperti nella SMC.

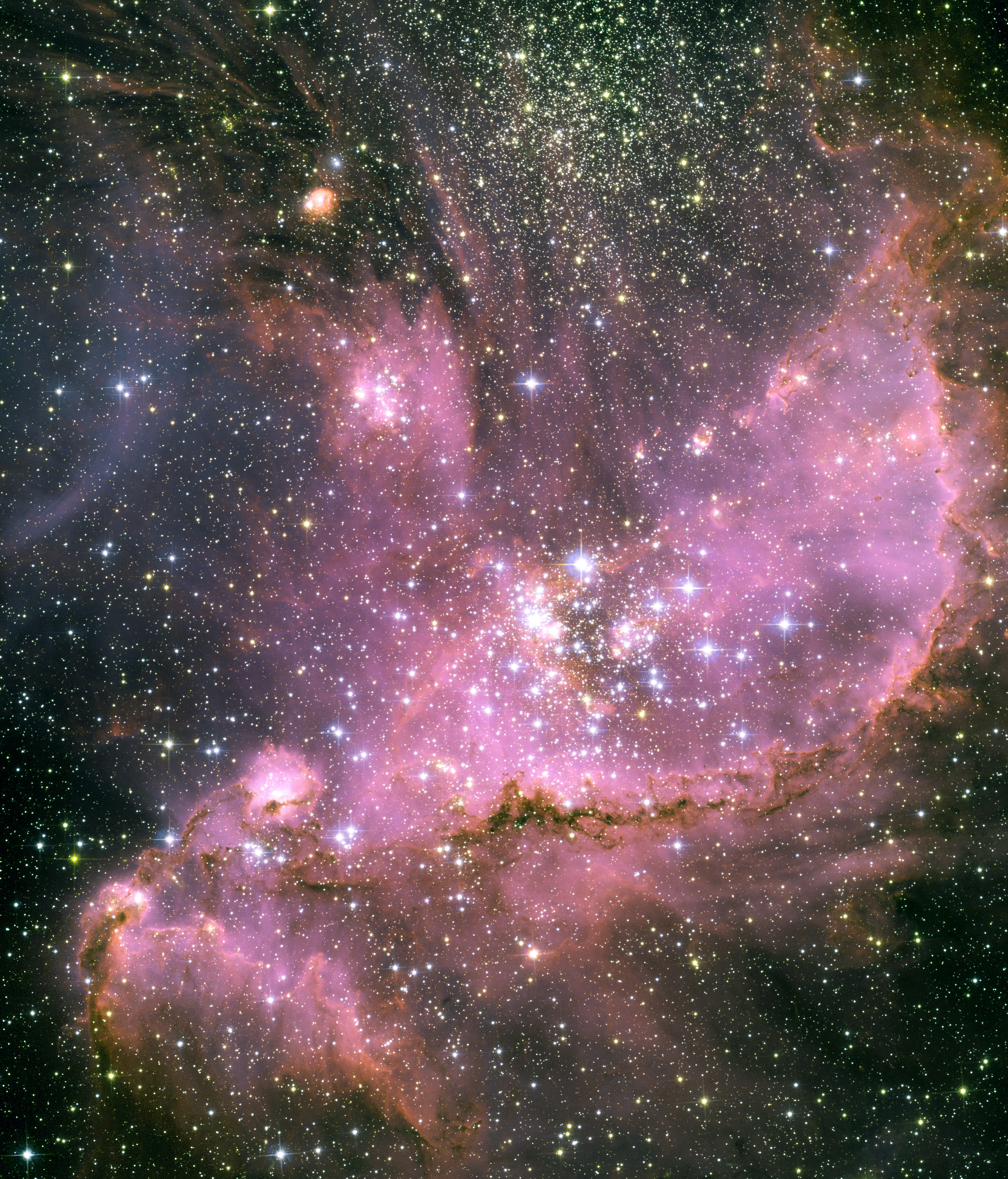
NGC 346, una grande nebulosa diffusa nella parte settentrionale della galassia.

La Piccola Nube è un oggetto molto meridionale; tuttavia, nel corso delle epoche precessionali, la sua declinazione varia sensibilmente, portandosi in direzione del polo sud celeste, come fu 3000 anni fa, ma anche a declinazioni inferiori, fino a raggiungere i -40° sud, diventando dunque visibile da tutta l'area del Mar Mediterraneo. L'ultima volta che si presentò in tale posizione fu oltre 18.000 anni fa, dunque troppo indietro perché fosse nota ai popoli delle civiltà classiche.
Durante l'epoca dei Greci e dei Romani, la Nube si presentava a declinazioni talmente meridionali da poter essere usata nell'emisfero australe come riferimento, assieme alla stella Achernar, per individuare il polo sud celeste. D'altra parte, doveva senz'altro essere nota ai popoli abitanti nell'emisfero australe della Terra, ma nessun documento ci è giunto da essi.
Il primo esploratore europeo a menzionare la Nube fu il fiorentino Amerigo Vespucci, in una lettera scritta durante i suoi viaggi negli anni 1503 e 1504; egli la apostrofa "Canopo chiaro", assieme alla Grande Nube di Magellano, in contrasto al "Canopo scuro", ossia la Nebulosa Sacco di Carbone, visibile come una toppa scura sulla Via Lattea del sud.
Il celebre navigatore Ferdinando Magellano descrisse le due Nubi dettagliatamente attorno al 1519 durante il suo viaggio di circumnavigazione del mondo, portandola così all'attenzione della scienza occidentale.

## Caratteristiche e morfologia
Secondo alcune speculazioni, la Nube sarebbe stata in principio una galassia di forma paragonabile ad una spirale barrata, in seguito deformata dall'attrazione gravitazionale della nostra Galassia; ciò potrebbe essere confermato anche dal fatto che essa non ci appare vista di faccia, ma con una forte angolazione, per cui se potessimo "girarle intorno", si presenterebbe con una forma molto allungata, simile ad un cilindro. La parte più lontana da noi è quella più settentrionale, in cui si trova tra l'altro la gran parte degli oggetti non stellari.
Tra questi, spiccano diversi ammassi aperti, in particolare NGC 265, estremamente compatto e NGC 290, dominato da stelle di diversi colori. Una straordinaria nebulosa diffusa è invece NGC 346, visibile nella parte settentrionale, forse l'oggetto più notevole della Nube.
Un grande flusso di idrogeno neutro si estende tra le due Nubi di Magellano e la Via Lattea: si tratta di una struttura nota come Corrente Magellanica, e si sarebbe formata a causa delle intense forze mareali tra la nostra Galassia e le due galassie satelliti.
Studi su dati recenti del 2012 hanno portato alla scoperta di un evento paradossale. Usando telescopi ottici in Sudafrica e in Cile (NTT dell'ESO) si è potuto identificare nella Piccola Nube di Magellano un sistema binario di stelle composto da una gigante blu ed una nana bianca. L'evento ha sollevato molti dubbi sulla possibilità reale del sistema perché se si parte dal presupposto che le stelle nascano assieme, la stella da cui origina la nana bianca dovrebbe evolvere più rapidamente della compagna, e questo è impossibile. L'ipotesi più accreditata sarebbe quella secondo cui le due stelle abbiano avuto un'origine separata, e poi, attraverso effetti gravitazionali si siano avvicinate a formare il sistema binario. Ulteriori studi condotti sui dati raccolti fanno pensare che questi sistemi siano piuttosto comuni in altre galassie ma non nella nostra a causa del diverso contenuto metallico dei gas.

### Strutture
- Corrente Magellanica

### Voci generiche o affini
- Gruppo Locale
- Nubi di Magellano
- Grande Nube di Magellano
- Galassia satellite
- Galassie più vicine alla Terra